# 美拉尼西亚进步联盟
美拉尼西亚进步联盟（法語：Union progressiste mélanésienne，缩写为UPM）是新喀里多尼亚的一个左翼政党。该党成立于1974年。该党原为亲近革命共产主义联盟的托洛茨基主义政党，后转变为民主社会主义政党。该党主张新喀里多尼亚脱离法国独立。该党的主席是维克多·图图戈罗。该党的总部位于努美阿。该党是争取独立民族联盟的成员。